# Sergio IV
Sergio IV (en latín, Sergius PP. II), de nombre secular Pietro Martino Buccaporci (Roma, ¿?-fallecido el 12 de mayo de 1012) fue el 142.º papa de la Iglesia católica de 1009 a 1012.

## Biografía

### Origen y carrera
A pesar de su origen humilde (era hijo de un zapatero), subió rápidamente en la jerarquía de la Iglesia hasta alcanzar la dignidad de obispo de Albano en 1004.

## Papado
Tras la abdicación de Juan XVIII fue elegido papa con el apoyo de Crescencio III, aunque no se plegó totalmente a sus deseos, como habían hecho sus dos predecesores en el pontificado.
Durante su pontificado, el califa fatimí, al-Hákim bi-Amrillah, destruyó la Iglesia del Santo Sepulcro. Este hecho sirvió para que en años posteriores, y con el objeto de justificar las cruzadas, se dijera que Sergio IV había dictado una encíclica con el fin de organizar una expedición militar que rescatara los Santos Lugares de manos musulmanas. A mediados del siglo XX se demostró definitivamente que se trata de un texto falsificado en la abadía de Moissac.
Falleció el 12 de mayo de 1012 y fue enterrado en la Basílica de San Juan de Letrán y, aunque no está canonizado, es venerado como santo por los monjes benedictinos.